# Мелег, Деян
Деян Мелег (серб. Dejan Meleg; родился 1 октября 1994 года, Бачки-Ярак, Югославия) — сербский футболист, атакующий полузащитник таиландского клуба «Накхонратчасима». 
Ранее выступал за резервный состав «Аякса» и команды «Камбюр» и «Войводина», а также юношескую и молодёжную сборную Сербии.

## Клубная карьера
Воспитанник клуба «Войводина» Деян Мелег дебютировал за основной состав 29 сентября 2012 года в матче с белградским «Партизаном», завершившимся домашним поражением его команды со счётом 0:3. Ещё летом 2012 года к молодому атакующему полузащитнику стали проявлять интерес несколько европейских команд, среди которых был амстердамский «Аякс».
В августе технический директор «Аякса» Марк Овермарс заявил, что на данный момент серб не является приоритетной покупкой для клуба, хотя его переход возможен в зимнее трансферное окно. Спустя несколько месяцев переговоров между клубами, 23 января 2013 года, Деян заключил с «Аяксом» контракт до 30 июня 2016 года. По неофициальным данным, стоимость перехода игрока оценивается примерно в 500 тысяч евро. В феврале Мелег провёл первую тренировку в составе «Аякса». Неофициальный дебют футболиста состоялся 29 июня в товарищеском матче с клубом «Пюттен», в котором он отметился голом, забив мяч прямым ударом с углового.
В июле 2014 года Мелег был отдан в аренду на один сезон в клуб «Камбюр». В марте 2015 года «Аякс» вернул Деяна из аренды, а 21 декабря клуб расторг контракт с футболистом

## Достижения
Сборная Сербии
- Чемпион Европы среди юношеских команд: 2013